# Tamirace Fakhoury
Pour les articles homonymes, voir Fakhoury.
Tamirace Fakhoury est une écrivaine et universitaire libanaise née en novembre 1975  à Beit Chabab,  au Mont Liban.

## Biographie
Elle naît le 28 novembre 1975, dans le village de Beit Chabab, au sein du Caza du Metn, au Mont Liban, cette région montagneuse entre Beyrouth et la frontière au nord entre le Liban et la Syrie. Son père, Riad Fakhoury, né en 1943, est un journaliste, un poète et un peintre,. Le village de Beit Chabab est proche de Beyrouth, un peu à l’est de la capitale libanaise. Ce village est aussi le lieu de naissance d’une autre écrivaine libanaise, Mai Ghoussoub, de la génération précédente (elle est née en 1952), qui a perdu un œil en 1975, sa voiture étant touchée par un obus, et qui a quitté pour se faire soigner le Liban pour Paris, puis, quelques années plus tard, pour Londres. La guerre du Liban fait rage pendant toute l’enfance et une partie de l’adolescence de Tamirace Fakhoury.
Elle publie son premier recueil de poésie  بلاد الزعيم الامبراطور والابن الضائع   [Le pays de l'Empereur et de l'enfant perdu] , en arabe, à l'âge de neuf ans, en 1984. Elle effectue des études supérieures et devient  titulaire d'un doctorat en sciences politiques de l'université de Fribourg en Allemagne. En parallèle, elle continue à se consacrer à l’écriture. Au fil des ans, elle publie une succession de recueils de poésie, en français cette fois, aux Éditions Dar An-Nahar, à Beyrouth . Elle s’inscrit ainsi dans la continuité d’autres poétesses libanaises d’expression française, dans la deuxième partie du XXe siècle comme Vénus Khoury-Ghata. Pendant la guerre du Liban, une auteure comme Nadia Tuéni, fille d'un diplomate et écrivain druze, et d'une mère française, avait exprimé avec sensibilité son amour du Liban et son refus de la violence ambiante.
Les recueils  de Tamirace Fakhoury sont Aubades, paru en 1996 ; Contre-marées, paru en 2000 ; Poème absent, paru en 2004 ; et Hémisphères, paru en 2008. Les poèmes sont publiés aussi  dans diverses revues arabes et francophones au Liban, en Europe et au Canada. Les thèmes de la guerre, de la mort et de l'amour, tributaire d'une liberté qui le rend fragile et fugace, traversent son œuvre,.
Elle participe en 2007 au festival littéraire Les Belles Étrangères organisé en France par le Centre national du livre. Elle écrit à cette occasion un poème consacré à l’éclatement  de la géographie et de l'identité dans les sociétés d'après-guerre.
Elle mène un stage de recherche à l'Institut universitaire européen de Florence, en Italie, en 2010-2011. Elle est ensuite chercheuse invitée à l'université de Californie à Berkeley, en Californie. Elle obtient une bourse Alexander von Humboldt en 2014 à l'Institut allemand des études internationales et régionales à Hambourg, en Allemagne. Puis elle devient professeure à l'université libano-américaine de Byblos (en) (Lebanese American University ou LAU), au Liban. Actuellement[Quand ?], elle occupe le poste de professeure en politique internationale et en résolution de conflits à la Fletcher School de l’Université Tufts, aux États-Unis.